# 24 Carrots
24 Carrots è un album di Al Stewart del 1980.

## Il disco
24 Carrots è un disco realizzato insieme agli Shot in the Dark. Come sempre, parlando di Al Stewart, varie le canzoni a sfondo storico: Constantinople, Merlin's Time, Murmansk Run/Ellis Island.
All'interno del disco è riportata una (falsa) intervista rilasciata da Stewart ad un critico di passaggio. In questa "intervista" il cantautore scozzese illustra l'argomento di alcune canzoni specificando, per esempio, che il Maometto (Mohammed) citato in Constantinople non è il profeta ma il sultano Maometto II mentre il Merlino di Merlin's Time non è il famoso mago bensì un poeta guerriero scozzese.
Rocks in the Ocean è basata su una canzone tradizionale intitolata The Bold Fisherman.
Tra i musicisti figura Robin Williamson, amico di Stewart di vecchia data e fondatore della Incredible String Band.
Il progetto grafico della copertina è di Al Stewart.
Di questo disco esistono successive versioni CD con alcune bonus tracks.

## Tracce
1. Running Man  (Al Stewart & Peter White) – 5:10
2. Midnight Rocks  (Al Stewart & Peter White) – 4.00
3. Constantinople  (Al Stewart & Peter White) – 4:50
4. Merlin's Time (Al Stewart & Peter White) – 2:42
5. Mondo Sinistro (Al Stewart) – 3:04
6. Murmansk Run/Ellis Island (Al Stewart) – 7:17
7. Rocks in the Ocean (Al Stewart) – 5:15
8. Paint By Numbers (Al Stewart) – 5:30
9. Optical Illusion (Al Stewart) – 3:27

## Musicisti
- Al Stewart – voce, chitarra acustica ed elettrica, sintetizzatore
- Peter White – tastiere, chitarra acustica ed elettrica, sintetizzatore
- Adam Yurman – chitarra elettrica, coro
- Robin Lamble – basso, chitarra acustica, percussioni, coro
- Krysia Kristianne – coro
- Bryan Savage – sax alto, flauto
- Harry Stinson – coro
- Ken Nicol – coro
- Robert Marlette – tastiere, sintetizzatore
- Russell Kunkel – batteria
- Mark Sanders –   batteria
- Jeff Porcaro – batteria
- Steve Chapman – batteria
- Beau Segal – batteria
- Lenny Castro – congas
- Robin Williamson – mandoloncello
- Sylvia Woods – arpa celtica
- Jerry McMillan – violino